# Samir Shihabi
Samir al Shihabi (en árabe: سمير الشهابي‎; Jerusalén, 27 de mayo de 1925 -25 de agosto de 2010) fue un diplomático saudí, que se desempeñó como presidente de la Asamblea General de las Naciones Unidas, entre 1991 y 1992, durante el cuadragésimo sexto período de sesiones.

## Biografía

### Primeros años
Nacido en Jerusalén, estudió en el Fitzwilliam College de la Universidad de Cambridge, en la Facultad de Derecho de la Universidad de Yale y en la Universidad Americana en El Cairo.

### Carrera
Se unió al Ministerio de Asuntos Exteriores de Arabia Saudita en 1949. Fue encargado de negocios en Italia en 1959 y luego se desempeñó como embajador en Turquía de 1964 a 1973. Fue embajador en Somalia durante seis meses en 1974 y posteriormente asumió el cargo de viceministro de asuntos exteriores a principios del mandato del ministro Saud bin Faisal bin Abdulaziz Al Saud. Luego fue nombrado embajador en Pakistán en 1979, antes de convertirse en representante permanente de Arabia Saudita ante las Naciones Unidas en 1983.
A lo largo de su carrera diplomática, representó a Arabia Saudita en la Organización de la Conferencia Islámica, la Liga Árabe, el Movimiento de Países No Alineados y el Grupo de los 77, además de diversas conferencias de las Naciones Unidas y de otras organizaciones.
En 1991, fue elegido presidente de la Asamblea General de las Naciones Unidas. En su primer discurso, hizo referencia a lo que denominó «la tragedia de Palestina», expresando que «los derechos del pueblo palestino son un compromiso de las Naciones Unidas para hacer realidad sus derechos de conformidad con las resoluciones de las Naciones Unidas y lo que exigen la Carta y la legitimidad internacional». Ese mismo día, también protagonizó la admisión de siete nuevos miembros a la ONU, entre ellas Corea del Norte, Corea del Sur, los países bálticos, las islas Marshall y los Estados Federados de Micronesia.